# 達哈達耶沃區

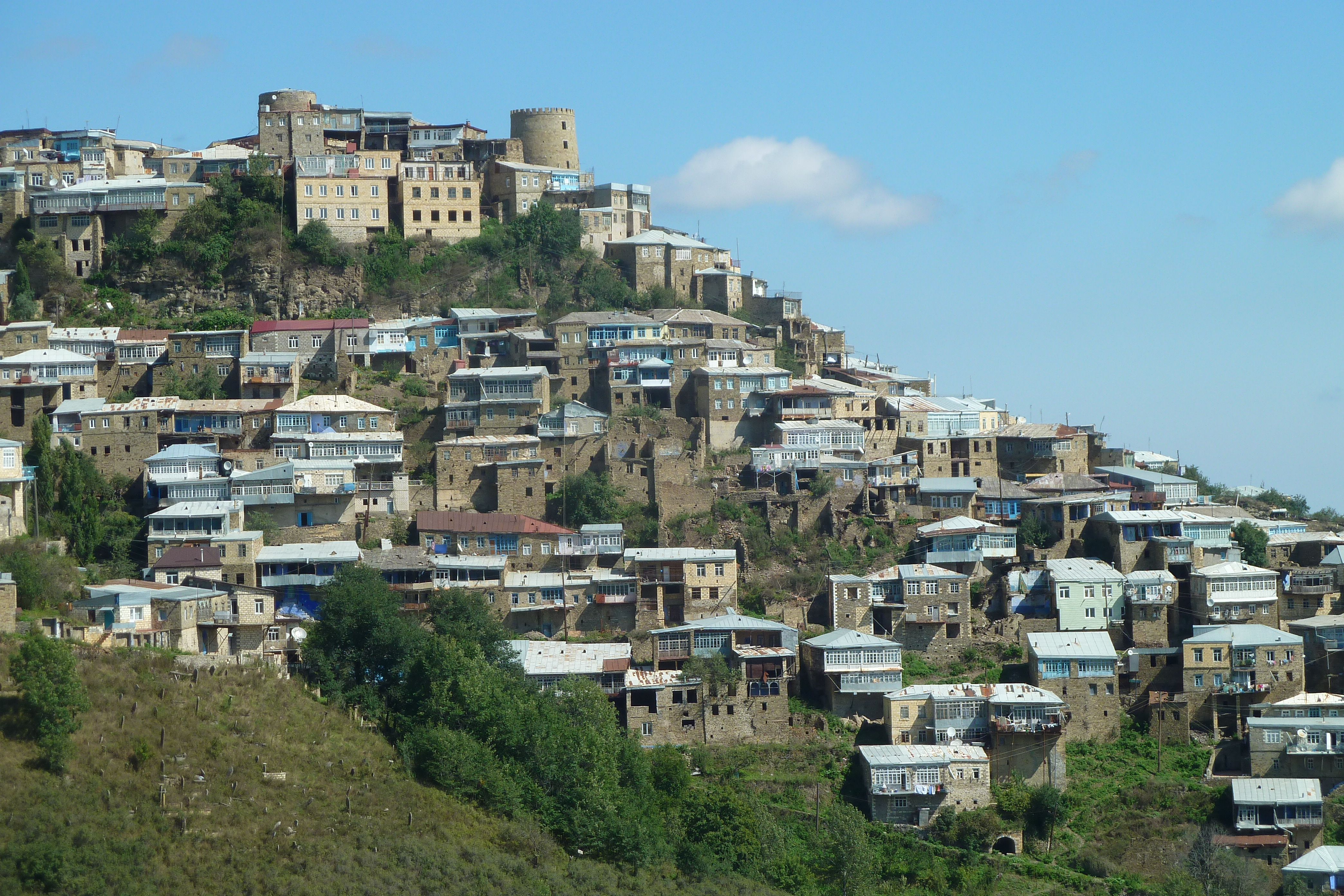

42°10′N 47°38′E / 42.167°N 47.633°E
達哈達耶沃區（俄语：Дахадаевский район），是俄羅斯的一個區，位於該國西南部，由達吉斯坦共和國負責管轄，面積1,450平方公里，2010年人口36,709，人口密度每平方公里25.32人。